# Alessandro Lucarelli
Alessandro Lucarelli (Livorno, Italia, 22 de julio de 1977) es un exfutbolista italiano y su último club fue  el Parma Calcio de la Serie A en el que estaba desde la desaparición del club. Es hermano del también célebre exfutbolista Cristiano Lucarelli.
Luego de retirarse del fútbol, el Parma Calcio retira de forma indefinida su dorsal, puesto que, tras los problemas administrativos del club en la temporada 2014-2015 que le costaron el descenso a la Serie D, Lucarelli fue el único jugador que decidió seguir en el equipo y prometió acompañarlo hasta su vuelta a la máxima categoría. Así lo hizo, y al momento del ascenso, puso fin a su carrera futbolística.

## Clubes
| Club                | País   | Año       |
| ------------------- | ------ | --------- |
| Piacenza Calcio     | Italia | 1996-2002 |
| Cruz Azul           | México | 1997-1998 |
| US Palermo          | Italia | 2002-003  |
| Fiorentina          | Italia | 2003-2004 |
| Livorno             | Italia | 2004-2005 |
| Reggina Calcio      | Italia | 2005-2007 |
| Genoa CFC           | Italia | 2007-2008 |
| Parma Football Club | Italia | 2008-2018 |